# 1994 год в телевидении
Список 1994 год в телевидении описывает события в мире телевидения, произошедшие в 1994 году.

## События

### Январь
- 1 января — Начало вещания М-49.
- 2 января 
  - В детском блоке «Волшебный мир Диснея» на канале РТР состоялась премьера мультипликационного сериала «Гуфи и его команда».
  - На «1-м канале Останкино» в блоке «Мультфейерверк» состоялась премьера мультипликационного сериала «Кот Феликс».
- 9 января 
  - На «1-м канале Останкино» вышел в эфир первый выпуск юмористической программы «Смехопанорама» с Евгением Петросяном.
  - На канале «РТР» вышел в эфир первый выпуск детской телеигры с ведущим Евгением Стычкином «Соник супер ёжик».
- 16 января — Прекращено вещание «4-го канала Останкино».
- 17 января — Начало вещания НТВ в 18:00 (в Москве).

### Март
- 4 марта — Телеканал «ABC» перешёл на круглосуточное вещание.

### Апрель
- 1 апреля — На канале «РТР» вышел второй совместный первоапрельский выпуск «Джентльмен & Маски-шоу-2».
- 7 апреля — На канале «РТР» вышел в эфир самый первый выпуск телевикторины «Своя игра», российский аналог американской игры «Jeopardy!». Ведущим стал Пётр Кулешов.

### Май
- 1 мая — Начало вещания ивановского телеканала «Барс».
- 7 мая — Начало вещания красноярского телеканала «ТВК».
- 15 мая — Новосибирский телеканал «НТН-12» начал ретрансляцию телеканала «TV-6 Москва».
- 30 мая — На «1-м канале Останкино» вышел в эфир самый первый выпуск ежедневного ток-шоу «Час пик», российского аналог американского «Шоу Ларри Кинга». Первым ведущим этой программы стал Владислав Листьев.

### Июнь
- 6 июня 
  - В Санкт-Петербурге начал вещать телекомпания «ЛОТ».
  - Начало вещания ТВ-3 (в Санкт-Петербурге).
- 29 июня — На «1-м канале Останкино» состоялась премьера мультипликационного сериала «Война Гоботов».

### Июль
- 10 июля — На «1-м канале Останкино» в блоке «Мультфейерверк» состоялась премьера мультипликационного сериала «Баскетбольная лихорадка».
- 14 июля — Начало вещания Йошкар-Олинского телеканала «Волжская телестудия».

### Август
- 9 августа — Презентация новой игры-лотереи «Русское лото» в эфире «1-го канала Останкино» блока «GMS».
- 15 августа — Начало показа мультсериала «Братья Грунт» в эфире телеканала «MTV».

### Сентябрь
- 1 сентября
  - Начало вещания орловского телеканала «Зенит».
  - Начало вещания кировского телеканала «Grand-TV».
- 3 сентября — На канале «2х2» вышла в эфир детская развлекательная передача о компьютерных играх и игровых консолей с ведущим Сергеем Супоневым «Денди — Новая реальность».
- 12 сентября — Американская телекомпания NBC перешла на круглосуточное вещание.
- 22 сентября — В эфир вышел самый первый эпизод сериала «Друзья».
- 29 сентября — На «1-м канале Останкино» вышла в эфир авторская программа Виталия Вульфа «Серебряный шар».

### Октябрь
- 1 октября — На «ТВ-6» вышел в эфир первый выпуск программы «Катастрофы недели».
- 2 октября — На «ТВ-6» премьера программы «Моё кино».
- 3 октября — В эфир вышел первый эпизод сериала «Гоенкале».
- 16 октября — В эфире «РТР» состоялся в прямом эфире первый тираж всероссийской государственной телевизионной игры-лотереи «Русское лото».
- 17 октября — Начало вещания Свежий ветер.
- 21 октября — Академия Российского телевидения учредила ежегодную премию «ТЭФИ».
- 23 октября — Начало вещания телекомпании «Сети НН».

### Ноябрь
- 4 ноября — На канале «РТР» вышла в эфир музыкально-пародийная программа «Сиди и смотри».
- 19 ноября — На «НТВ» вышла сатирическая телепередача «Куклы».
- 20 ноября — В детском блоке «Волшебный мир Диснея» на канале РТР состоялась премьера продолжение мультипликационного сериала «Утиные истории».
- 29 ноября — Согласно приказу Президента РФ, вещание по сети распространения первого частотного канала телевидения передано акционерному обществу «Общественное российское телевидение», что положило начало вещанию ОРТ.

### Декабрь
- 4 декабря — дебют бывшего режиссера лотерейного шоу «Русское лото» Михаила Борисова в роли ведущего. Эфир вышел восьмым по счёту.[1]
- 11 декабря — Начало вещания первого коммерческого телеканала «ТВ36» в Челябинске.
- 16 декабря — В эфире «1-го канала Останкино» возвращается в эфир после трёхлетнего затишья ежедневная информационная программа «Время».
- 19 декабря — Начало тестового вещания российского музыкального телеканала "Космос-10"
- 31 декабря — Основана нижегородская телекомпания «Бор-ТВ (Левый Берег)».

## Без даты
- Начало вещания омского телеканала «Антенна-7».
- В Абакане запущен технический канал «Видеоканал».
- Начало вещания российского телеканала «АРТ-Телесеть».
- В Астрахани запущен телеканал Экс-видео.
- В Братске начал вещать «Телерадиокомпания Братск».